# Abdullah Othman
Abdullah Othman (13 marzo 1945 – 31 gennaio 2015) è stato un calciatore malaysiano, di ruolo difensore.

## Carriera

### Club
Ha giocato al Johor Darul Ta'zim.

### Nazionale
Ha giocato con la nazionale malaysiana, con cui nel 1972 ha partecipato ai Giochi Olimpici.